# 轟天大追擊
《追捕》（英語：The Chase）是一部1994年上映的美国动作喜剧电影，由亞當·里夫金执导，查理·辛和克里斯蒂·斯旺森主演。影片以加利福尼亚为背景，讲述了一个被冤枉犯抢劫罪的人绑架了一个富有的女继承人，并与警方开展了一场漫长的汽车追逐的故事。《追捕》的创作受到了里夫金1991年的所拍摄的喜剧《黑暗的背影》的启发。